# Neil LeClair
Neil J. LeClair (né le 23 février 1956 à Alberton à l'Île-du-Prince-Édouard) est un homme politique canadien.

## Biographie
Il est élu à l'Assemblée législative de l'Île-du-Prince-Édouard lors de l'élection du lundi 28 mai 2007. Il représente la circonscription électorale de Tignish-Palmer Road et il est un membre du Parti libéral. Il fut défait par Hal Perry lors de l'élection du lundi 3 octobre 2011